# 1964 en Alberta
Chronologie de l'Alberta
- 1960
- 1961
- 1962
- 1963
- 1964
- 1965
- 1966
- 1967
- 1968

Cette page concerne des événements qui se sont produits durant l'année 1964 dans la province canadienne de l'Alberta.

## Politique
- Premier ministre :  Ernest Manning du Crédit social
- Chef de l'Opposition : Michael Maccagno
- Lieutenant-gouverneur :  John Percy Page.
- Législature :

## Événements
- Fondation du Syncrude Canada en Alberta dans le but d'exploiter du pétrole.

## Naissances
- 1 janvier : Ken Yaremchuk (né à Edmonton), joueur professionnel de hockey sur glace qui évoluait au poste de centre.
- 6 janvier : Lorne Cardinal, acteur canadien né à Sucker Creek.
- 15 avril : Beverley Anderson-Abbs, athlète canadienne[1] née à Calgary. Spécialiste de l'ultra-trail, qu'elle a commencé en 2001, elle a notamment remporté la Vermont 100 Mile Endurance Run en 2006, la Way Too Cool 50K Endurance Run en 2007 et la Javelina Jundred en 2009.
- 17 avril : Rachel Notley, née à Edmonton, avocate et femme politique canadienne. Elle est cheffe du Nouveau Parti démocratique de l'Alberta et Première ministre de l'Alberta de 2015 à 2019.
- 10 mai : Darcy Kaminski (né à Lethbridge), joueur professionnel canadien de hockey sur glace.
- 20 juillet : Murray Craven (né à Medicine Hat), joueur professionnel retraité de hockey sur glace de la Ligue nationale de hockey.
- 9 octobre : Will Ferguson, auteur canadien[2].
- 5 décembre : Perry E. Berezan (né à Edmonton), joueur professionnel canadien de hockey sur glace[3],[4].
- 21 décembre : Joseph Kocur, dit Joe Kocur, (né le 21 décembre 1964 à Calgary, dans la province de l'Alberta, au Canada) est un joueur professionnel de hockey sur glace.

## Décès
- 10 novembre : Aristide Blais, sénateur.